# Château de Saint-Sauveur
Ne doit pas être confondu avec Château de Saint-Sauveur-le-Vicomte ou Château Saint-Sauveur.
Le château de Saint-Sauveur est une demeure reconstruite au XVIIe siècle qui se dresse sur le territoire de la commune française de Sainte-Honorine-la-Chardonne, dans le département de l'Orne, en région Normandie.
Le château est partiellement protégé aux monuments historiques.

## Localisation
Le château est situé, à 2 km à l'est de la commune de Sainte-Honorine-la-Chardonne, dans le département français de l'Orne.

## Historique
Le château est reconstruit vers 1650 par Jacob de Grésille, baron de Saint-Sauveur.

## Description
Le château, bâti sur un terre-plein entouré de larges douves, est précédé d'une terrasse au tracé bastionné, bordée de balustrades. Construit en granit, le château a conservé sa distribution originelle, de part et d'autre d'un escalier de pierre à rampes droite.

## Protection aux monuments historiques
Au titre des monuments historiques :
- les façades et toitures ainsi que la terrasse et les deux ponts sur les douves avec leurs balustres sont classés par arrêté du 29 décembre 1978 ;
- le décor peint du grand salon du logis ; l'assiette du jardin avec les éléments bâtis (bassin, murs, portail) et l'avant-cour et les douves en eau avec les éléments du système hydraulique sont inscrits par arrêté du 11 septembre 2009.